# Pho Prathap Chang (huyện)
Pho Prathap Chang (tiếng Thái: โพธิ์ประทับช้าง) là một huyện (amphoe) ở phía tây của tỉnh Phichit, phía bắc Thái Lan.

## Lịch sử
Chính phủ Thái Lan đã tách một số khu vực của Mueang Phichit và Pho Thale để lập tiểu huyện mới Pho Prathap Chang ngày 24 tháng 6 năm 1967. Tiểu huyện này đã được nâng thành huyện ngày 1 tháng 9 năm 1973.
Huyện được đặt tên theo (Wat) Pho Prathap Chang xây năm 1701 theo lệnh vua Suea (vua hổ, Sanpet VIII) của Ayutthaya vào ngày sinh của ông.

## Địa lý
Các huyện giáp ranh (từ phía bắc theo chiều kim đồng hồ) là Sam Ngam, Mueang Phichit, Taphan Hin, Bueng Na Rang thuộc tỉnh Phichit và Bueng Samakkhi của tỉnh Kamphaeng Phet.
Nguồn nước chính ở đây là sôngYom.

## Hành chính
Huyện này được chia thành 7 phó huyện (tambon), các đơn vị này lại được chia ra thành 99 làng (muban). Pho Prathap Chang là một thị trấn (thesaban tambon) và nằm trên một số khu vực của tambon Pho Prathap Chang, Phai Tha Pho và Wang Chik. Có 7 tổ chức hành chính tambon.
| STT | Tên               | Tên tiếng Thái | Số làng | Dân số |  |
| --- | ----------------- | -------------- | ------- | ------ |  |
| 1.  | Pho Prathap Chang | โพธิ์ประทับช้าง    | 12      | 6.126  |  |
| 2.  | Phai Tha Pho      | ไผ่ท่าโพ         | 12      | 6.241  |  |
| 3.  | Wang Chik         | วังจิก           | 10      | 4.744  |  |
| 4.  | Phai Rop          | ไผ่รอบ          | 18      | 7.795  |  |
| 5.  | Dong Suea Lueang  | ดงเสือเหลือง     | 12      | 5.378  |  |
| 6.  | Noen Sawang       | เนินสว่าง        | 16      | 6.057  |  |
| 7.  | Thung Yai         | ทุ่งใหญ่          | 19      | 7.343  |  |